# Псалом 96
Псалом 96 — 96-й псалом Книги псалмів. Латиною псалом відомий своїм інципітом «Dominus regnavit exultet terra». Він належить до псалмів-гімнів.
Псалом є регулярною частиною єврейських, католицьких, англіканських та протестантських літургій. Він був часто покладений на музику, наприклад, Отто Ніколаї написав німецький мотет, а Антонін Леопольд Дворжак використав псалом у своєму збірці «Біблійні пісні», op. 99, 1894.

## Структура
Дослідник Старого Завіту Германн Ґункель розділив цей псалом таким чином:
1. Вірш 1: Вступне вітання Господа
2. Вірші 2–6: Велична і страшна іпостась Господа
3. Вірші 7–9: Вплив об'явлення на релігійні та політичні умови світу
4. Вірші 10–12: Закінчення: Вплив на кожну людину.

## Текст
| Вірш | Гебрейська мова                                             | Давньогрецька мова (Септуаґінта) | Латинська мова (Вульгата)                                                                                 | Українська мова (Переклад Хоменка)                                                                                 |
| ---- | ----------------------------------------------------------- | --- | --- | --- |
| 1    | א יְהוָה מָלָךְ, תָּגֵל הָאָרֶץ; יִשְׂמְחוּ, אִיִּים רַבִּים.                     | Τῷ Δαυιδ, ὅτε ἡ γῆ αὐτοῦ καθίσταται. ῾Ο κύριος ἐβασίλευσεν, ἀγαλλιάσθω ἡ γῆ, εὐφρανθήτωσαν νῆσοι πολλαί.                                | huic David quando terra eius restituta est Dominus regnavit exultet terra laetentur insulae multae        | Господь царює, земля хай веселиться, хай радується островів велика сила!                                           |
| 2    | ב עָנָן וַעֲרָפֶל סְבִיבָיו; צֶדֶק וּמִשְׁפָּט, מְכוֹן כִּסְאוֹ.                   | νεφέλη καὶ γνόφος κύκλῳ αὐτοῦ, δικαιοσύνη καὶ κρίμα κατόρθωσις τοῦ θρόνου αὐτοῦ.                                                        | nubes et caligo in circuitu eius iustitia et iudicium correctio sedis eius                                | Хмара й темрява навколо нього; правда й справедливість — підвалини його престолу.                                  |
| 3    | ג אֵשׁ, לְפָנָיו תֵּלֵךְ; וּתְלַהֵט סָבִיב צָרָיו.                           | πῦρ ἐναντίον αὐτοῦ προπορεύσεται καὶ φλογιεῖ κύκλῳ τοὺς ἐχθροὺς αὐτοῦ·                                                                  | ignis ante ipsum praecedet et inflammabit in circuitu inimicos eius                                       | Вогонь іде поперед ним, і палить його ворогів навкруги.                                                            |
| 4    | ד הֵאִירוּ בְרָקָיו תֵּבֵל; רָאֲתָה וַתָּחֵל הָאָרֶץ.                          | ἔφαναν αἱ ἀστραπαὶ αὐτοῦ τῇ οἰκουμένῃ, εἶδεν καὶ ἐσαλεύθη ἡ γῆ.                                                                         | adluxerunt fulgora eius orbi terrae vidit et commota est terra                                            | Його блискавки освітлюють усесвіт; земля те бачить і стрясається.                                                  |
| 5    | ה הָרִים--כַּדּוֹנַג, נָמַסּוּ מִלִּפְנֵי יְהוָה: מִלִּפְנֵי, אֲדוֹן כָּל-הָאָרֶץ.        | τὰ ὄρη ἐτάκησαν ὡσεὶ κηρὸς ἀπὸ προσώπου κυρίου, ἀπὸ προσώπου κυρίου πάσης τῆς γῆς.                                                      | montes sicut cera fluxerunt *a facie Domini; a facie Domini omnis terrae                                  | Гори, як віск, тануть перед Господом, перед Господом усієї землі.                                                  |
| 6    | ו הִגִּידוּ הַשָּׁמַיִם צִדְקוֹ; וְרָאוּ כָל-הָעַמִּים כְּבוֹדוֹ.                    | ἀνήγγειλαν οἱ οὐρανοὶ τὴν δικαιοσύνην αὐτοῦ, καὶ εἴδοσαν πάντες οἱ λαοὶ τὴν δόξαν αὐτοῦ.                                                | adnuntiaverunt caeli iustitiam eius et viderunt omnes populi gloriam eius                                 | Небо звіщає його справедливість, і всі народи бачать його славу.                                                   |
| 7    | ז יֵבֹשׁוּ, כָּל-עֹבְדֵי פֶסֶל-- הַמִּתְהַלְלִים בָּאֱלִילִים;הִשְׁתַּחֲווּ-לוֹ, כָּל-אֱלֹהִים. | αἰσχυνθήτωσαν πάντες οἱ προσκυνοῦντες τοῖς γλυπτοῖς οἱ ἐγκαυχώμενοι ἐν τοῖς εἰδώλοις αὐτῶν· προσκυνήσατε αὐτῷ, πάντες οἱ ἄγγελοι αὐτοῦ. | confundantur omnes qui adorant sculptilia qui gloriantur in simulacris suis adorate eum omnes angeli eius | Стидом хай укриються усі, що служать ідолам різьбленим, що хваляться пустими бовванами; вклоніться йому, усі боги! |
| 8    | ח שָׁמְעָה וַתִּשְׂמַח, צִיּוֹן, וַתָּגֵלְנָה, בְּנוֹת יְהוּדָה--לְמַעַן מִשְׁפָּטֶיךָ יְהוָה.   | ἤκουσεν καὶ εὐφράνθη Σιων, καὶ ἠγαλλιάσαντο αἱ θυγατέρες τῆς Ιουδαίας ἕνεκεν τῶν κριμάτων σου, κύριε·                                   | audivit et laetata est Sion et exultaverunt filiae Iudaeae propter iudicia tua Domine                     | Почувши це, Сіон радіє, і веселяться усі міста Юди заради судів твоїх, Господи.                                    |
| 9    | ט כִּי-אַתָּה יְהוָה, עֶלְיוֹן עַל-כָּל-הָאָרֶץ;מְאֹד נַעֲלֵיתָ, עַל-כָּל-אֱלֹהִים.     | ὅτι σὺ εἶ κύριος ὁ ὕψιστος ἐπὶ πᾶσαν τὴν γῆν, σφόδρα ὑπερυψώθης ὑπὲρ πάντας τοὺς θεούς.                                                 | quoniam tu Dominus Altissimus super omnem terram nimis superexaltatus es super omnes deos                 | Бо ти, Господи, величний над усею землею; вознісся єси вельми над усіма богами.                                    |
| 10   | י אֹהֲבֵי יְהוָה, שִׂנְאוּ-רָע:שֹׁמֵר, נַפְשׁוֹת חֲסִידָיו; מִיַּד רְשָׁעִים, יַצִּילֵם.   | οἱ ἀγαπῶντες τὸν κύριον, μισεῖτε πονηρόν· φυλάσσει κύριος τὰς ψυχὰς τῶν ὁσίων αὐτοῦ, ἐκ χειρὸς ἁμαρτωλῶν ῥύσεται αὐτούς.                | qui diligitis Dominum odite malum custodit animas sanctorum suorum de manu peccatoris liberabit eos       | О ви, що любите Господа, ненавидьте зло! Він зберігає душі своїх вірних, з рук грішників їх визволяє.              |
| 11   | יא אוֹר, זָרֻעַ לַצַּדִּיק; וּלְיִשְׁרֵי-לֵב שִׂמְחָה.                          | φῶς ἀνέτειλεν τῷ δικαίῳ καὶ τοῖς εὐθέσι τῇ καρδίᾳ εὐφροσύνη.                                                                            | lux orta est iusto et rectis corde laetitia                                                               | Над праведником сходить світло, над щирим серцем — радість.                                                        |
| 12   | יב שִׂמְחוּ צַדִּיקִים, בַּיהוָה; וְהוֹדוּ, לְזֵכֶר קָדְשׁוֹ.                    | εὐφράνθητε, δίκαιοι, ἐπὶ τῷ κυρίῳ καὶ ἐξομολογεῖσθε τῇ μνήμῃ τῆς ἁγιωσύνης αὐτοῦ.                                                       | laetamini iusti in Domino et confitemini memoriae sanctificationis eius                                   | Радуйтеся, праведні у Господі, і прославляйте його святе ім'я.                                                     |

## Використання

### Юдаїзм
Псалом 96 є третім із шести псалмів, які читають під час обряду Каббалат Шабат. Ці шість псалмів відображають шість днів тижня, таким чином, псалом 96 відповідає третьому дневі (вівторку).
Вірш 11 читають ашкеназі на початку молитви «Кол нідрей» на свято Йом-Кіпур.
Вірш 11 є одним із віршів «Шулхан арух» (юдейського кодексу поведінки), який рекомендується читати, коли людина не може заснути.

### Католицька церква
Псалом 96 використовується під час Літургії годин у середу другого тижня.

### Новий Завіт
Сьомий вірш процитований у Посланні до Євреїв (Євр. 1:6) у Новому Завіті.

## Використання у музиці
Генріх Шютц поклав на музику цей псалом німецькою мовою. Він входить до збірки «Becker Psalter» 1628 року під назвою «Der Herr ist König überall» і каталоговим номером SWV 195. Йоганн Себастьян Бах взяв за основу 11 і 12 вірші псалому для першої частини весільної кантати «Dem Gerechten muß das Licht», BWV 195, ймовірно написаної 1727 року. У 1786 році Фрідріх Людвіг Бенда поклав на музику псалом німецькою мовою у формі кантати для трьох солістів, хору і оркестру. У 1832 році Отто Ніколаї також поклав на музику псалом німецькою мовою у формі мотету для акапельного хору з сольними частинами — «Der Herr ist König». Твір вийшов у видавництві «Bote & Bock» 1977 року в Берліні. Антонін Дворжак поклав на музику вірші 2–6 псалому чеською мовою під No. 1 у збірці «Біблійних пісень», op. 99, 1894.